# Omer Dombrecht
Omer Dombrecht (Brugge, 5 januari 1932 - Sint-Kruis, 2 januari 2023) was een Belgisch leraar en politicus.

## Biografie
Omer Dombrecht groeide op in Varsenare en woonde in Sint-Kruis. Beroepshalve was hij leraar Nederlands, Engels en Duits aan het Onze-Lieve-Vrouwecollege in Assebroek.
Hij was politiek actief binnen de Brugse Volksunie. Hij was medeoprichter van de Volksunie in Sint-Kruis en was er tien jaar voorzitter. Ook was hij lid van de arrondissementsraad en nationale partijraad van de Volksunie. Van 1971 tot 1982 was Dombrecht gemeenteraadslid van Brugge. Van 1977 tot 1982 was hij bovendien schepen van Cultuur, Bibliotheken, Musea en Stadsarchief. In 1981 werd hij ook voorzitter van het Festival van Vlaanderen. Bij de gemeenteraadsverkiezingen van 1982 werd hij niet verkozen, waarna hij terug leraar aan het Onze-Lieve-Vrouwecollege werd.
Dombrecht was voorzitter van de Guido Gezellekring en scheidsrechter bij atletiekwedstrijden in het sportcentrum Julien Saelens in Assebroek.